# مارغوت فوستر
مارغوت فوستر (بالإنجليزية: Margot Foster) هي مجدفة أسترالية، ولدت في 3 أكتوبر 1958.

## وصلات خارجية
- مارغوت فوستر على موقع الاتحاد الدولي للتجديف (الإنجليزية)
- مارغوت فوستر على موقع اللجنة الأولمبية الدولية (الإنجليزية)
- مارغوت فوستر على موقع أوليمبيديا (الإنجليزية)
- مارغوت فوستر على موقع اللجنة الأولمبية الأسترالية (الإنجليزية)
- مارغوت فوستر على موقع اتحاد ألعاب الكومنولث (مؤرشف) (الإنجليزية)